# Rúben Neves
Rúben Diogo da Silva Neves (Mozelos, 13 maart 1997) - alias Rúben Neves - is een Portugees voetballer die doorgaans als middenvelder speelt. Hij verruilde Wolverhampton Wanderers in juli 2023 voor Al-Hilal. Neves debuteerde in 2015 in het Portugees voetbalelftal.

## Clubcarrière
Neves werd op achtjarige leeftijd opgenomen in de jeugdopleiding van FC Porto. Tijdens het seizoen 2012/13 werd hij uitgeleend aan Padroense FC. In de voorbereiding op het seizoen 2014/15 werd Neves door coach Julen Lopetegui bij de selectie voor het eerste elftal gehaald na de blessure van Mikel Agu. Op 15 augustus 2014 mocht hij op de openingsspeeldag van het seizoen 2014/15 in de basiself beginnen in een thuiswedstrijd tegen Marítimo. Na elf minuten bracht hij FC Porto op voorsprong. Zestien minuten voor het einde van de wedstrijd werd hij naar de kant gehaald. Neves begon op 20 oktober 2015 als aanvoerder van FC Porto aan een wedstrijd in de UEFA Champions League thuis tegen Maccabi Tel Aviv (2–0). Op een leeftijd van achttien jaar, zeven maanden en zeven onttroonde hij daarmee Rafael van der Vaart als jongste aanvoerder ooit in een wedstrijd in dit toernooi.
In het seizoen 2017/18 speelde de Portugees minder wedstrijden dan de jaren ervoor en na afloop van die jaargang vertrok hij voor een recordbedrag van 15,8 miljoen pond sterling naar Wolverhampton Wanderers, uitkomend in The Championship, het op een na hoogste niveau in Engeland. Bij die club zette hij zijn handtekening onder een verbintenis voor de duur van vijf seizoenen. Ook de nieuwe trainer was een Portugees: de op Sao Tomé geboren Nuno, die aantrad als opvolger van Paul Lambert. Onder zijn leiding zette Wolverhampton een succesvolle reeks neer. Op zaterdag 14 april 2018 wist de club mede dankzij Neves na een absentie van zes jaar terug te keren in de Premier League. The Wolves zagen concurrent Fulham diezelfde dag gelijkspelen tegen Brentford (1-1), waardoor de club zich verzekerde van een klassering in de top twee.
Na de promotie bleef Neves gedurende zijn volledige tijd daar met Wolverhampton in de Premier League. In de vijf jaar dat hij er nog speelde was hij altijd basisspeler en stond hij ieder seizoen tussen de 33 en 38 keer aan de aftrap. In het seizoen 2018/19 kwalificeerden zijn ploeggenoten en hij zich voor de voorronden van de Europa League, waarin ze in 2019/20 tot de kwartfinales kwamen. Wolverhampton verloor daarin van de latere toernooiwinnaar Sevilla. In zijn laatste drie jaar in Wolverhampton waren Neves en zijn ploeggenoten een stabiele middenmotor, zonder veel gevaar op degradatie en zonder veel kans op Europees voetbal.
In de zomer van 2023 begonnen clubs uit Saudi-Arabië met veel geld aan spelers uit Europese competities te trekken. Zo ook aan Neves. Hij verruilde Wolverhampton Wanderers in juli 2023 voor Al-Hilal, dat circa 55 miljoen euro voor hem betaalde.

## Clubstatistieken
| Seizoen     | Club        | Competitie       | Competitie | Competitie | Competitie | Beker | Beker | Beker | Internationaal | Internationaal | Internationaal | Totaal | Totaal | Totaal |
| Seizoen     | Club        | Competitie       | Wed.       | Dlp.       | Ass.       | Wed.  | Dlp.  | Ass.  | Wed.           | Dlp.           | Ass.           | Wed.   | Dlp.   | Ass.   |
| ----------- | ----------- | ---------------- | ---------- | ---------- | ---------- | ----- | ----- | ----- | -------------- | -------------- | -------------- | ------ | ------ | ------ |
| 2014/15     | FC Porto    | Primeira Liga    | 24         | 1          | 1          | 4     | 0     | 0     | 9              | 0              | 0              | 37     | 1      | 1      |
| 2015/16     | FC Porto    | Primeira Liga    | 22         | 1          | 0          | 8     | 1     | 0     | 8              | 0              | 2              | 38     | 2      | 2      |
| 2016/17     | FC Porto    | Primeira Liga    | 13         | 1          | 0          | 2     | 0     | 0     | 3              | 0              | 0              | 18     | 1      | 0      |
| Club Totaal | Club Totaal | Club Totaal      | 59         | 3          | 1          | 14    | 1     | 0     | 20             | 0              | 2              | 93     | 4      | 3      |
| 2017/18     | Wolves      | Championship     | 42         | 6          | 1          | 0     | 0     | 0     | —              | —              | —              | 42     | 6      | 1      |
| 2018/19     | Wolves      | Premier League   | 35         | 4          | 3          | 5     | 1     | 1     | —              | —              | —              | 40     | 5      | 4      |
| 2019/20     | Wolves      | Premier League   | 38         | 2          | 2          | 3     | 0     | 0     | 13             | 2              | 1              | 54     | 4      | 3      |
| 2020/21     | Wolves      | Premier League   | 36         | 5          | 1          | 4     | 0     | 1     | —              | —              | —              | 40     | 5      | 2      |
| 2021/22     | Wolves      | Premier League   | 33         | 4          | 2          | 3     | 0     | 0     | —              | —              | —              | 36     | 4      | 2      |
| 2022/23     | Wolves      | Premier League   | 35         | 6          | 1          | 6     | 0     | 0     | —              | —              | —              | 41     | 6      | 1      |
| Club Totaal | Club Totaal | Club Totaal      | 219        | 27         | 10         | 21    | 1     | 2     | 13             | 2              | 1              | 253    | 30     | 13     |
| 2023/24     | Al-Hilal    | Saudi Pro League | 32         | 3          | 12         | 7     | 2     | 0     | 9              | 2              | 0              | 48     | 7      | 12     |
| 2024/25     | Al-Hilal    | Saudi Pro League | 26         | 1          | 8          | 3     | 0     | 1     | 9              | 0              | 1              | 38     | 1      | 10     |
| Club Totaal | Club Totaal | Club Totaal      | 58         | 4          | 20         | 10    | 2     | 1     | 18             | 2              | 1              | 86     | 8      | 22     |
| TOTAAL      | TOTAAL      | TOTAAL           | 330        | 34         | 31         | 45    | 4     | 3     | 51             | 4              | 4              | 426    | 42     | 38     |

Bijgewerkt op 11 november 2019

## Interlandcarrière
Neves kwam uit voor diverse Portugese nationale jeugdselecties. Op het Europees kampioenschap onder 17 jaar in Malta behaalde hij met Portugal de halve finale, die met 0–2 verloren ging tegen Engeland. Onder leiding van bondscoach Fernando Santos maakte hij op zaterdag 14 november 2015 in Krasnodar zijn debuut voor de nationale ploeg. Portugal verloor in een vriendschappelijke wedstrijd met 1–0 van Rusland door een late treffer van Roman Sjirokov. Hij viel in de drieënzeventigste minuut in voor André André. De andere debutanten namens Portugal in die wedstrijd waren Lucas João (Sheffield Wednesday), Gonçalo Guedes (Benfica) en Ricardo Pereira (OGC Nice). Neves werd op 21 mei 2024 door bondscoach Roberto Martínez opgenomen in de Portugese selectie voor het EK 2024 in Duitsland. Portugal won een groep met Tsjechië, Turkije en Georgië, schakelde in de achtste finales Slovenië uit en verloor in de kwartfinales op strafschoppen van Frankrijk. Neves bleef tegen Tsjechië op de reservebank, maar kwam de overige wedstrijden als invaller in actie.
| Interlands van Rúben Neves voor Portugal | Interlands van Rúben Neves voor Portugal | Interlands van Rúben Neves voor Portugal | Interlands van Rúben Neves voor Portugal | Interlands van Rúben Neves voor Portugal | Interlands van Rúben Neves voor Portugal | Interlands van Rúben Neves voor Portugal |
| №                                        | Datum                                    | Wedstrijd                                | Uitslag                                  | Competitie                               | Goals                                    |                                          |
| Als speler bij FC Porto                  | Als speler bij FC Porto                  | Als speler bij FC Porto                  | Als speler bij FC Porto                  | Als speler bij FC Porto                  | Als speler bij FC Porto                  | Als speler bij FC Porto                  |
| ---------------------------------------- | ---------------------------------------- | ---------------------------------------- | ---------------------------------------- | ---------------------------------------- | ---------------------------------------- | ---------------------------------------- |
| 1                                        | 14 november 2015                         | Rusland – Portugal                       | 1 – 0                                    | Vriendschappelijk                        |                                          |                                          |
| 2                                        | 17 november 2015                         | Luxemburg – Portugal                     | 0 – 2                                    | Vriendschappelijk                        |                                          |                                          |

Bijgewerkt op 8 juli 2017.

## Erelijst
| Competitie              | Aantal                  | Jaren                   |
| Wolverhampton Wanderers | Wolverhampton Wanderers | Wolverhampton Wanderers |
| ----------------------- | ----------------------- | ----------------------- |
| EFL Championship        | 1x                      | 2017/18                 |
| Portugal                |                         |                         |
| UEFA Nations League     | 1x                      | 2018/19                 |